# Laurent Mathieu
Laurent Mathieu est un journaliste belge né en 1986. Il présente le journal télévisé de 19h30 en semaine sur la RTBF en alternance avec Nathalie Maleux, et le documentaire "2030 avec Laurent Mathieu" sur Tipik. Auparavant, il présentait l'édition du week-end, en alternance avec Julie Morelle de octobre 2016 à août 2021, et avec Mariam Alard de décembre 2021 à novembre 2024, et le magazine d'investigation Questions à la Une entre octobre 2018 et décembre 2019. 

## Biographie
Laurent Mathieu, originaire de la ville de Charleroi, est diplômé d'un master en sciences économiques à l'Université de Namur, doublé d'un master en journalisme à l'Université Catholique de Louvain.
Il était également guitariste du groupe 4menStanding jusqu'à la séparation du groupe fin 2017.

## Carrière
Laurent Mathieu commence sa carrière sur les ondes de la RTBF et en presse écrite, notamment pour La Meuse Namur, ING entreprise et Ethias.
Par la suite, il travaille pour la chaîne locale Canal C à Namur, avant de rejoindre l'émission Au quotidien sur la RTBF en tant que chroniqueur.
Il rejoint ensuite l'équipe des journalistes de la RTBF pour le journal télévisé et les émissions On n'est pas des pigeons ! et Questions à la Une où il réalisera de nombreux reportages.
En octobre 2016, il présente pour la première fois le journal télévisé sur La Une à la suite du départ d'Anne Goderniaux,. Depuis fin 2016, il présente le JT du week-end une semaine sur deux, en alternance avec Julie Morelle. Laurent Mathieu continue de travailler pour Questions à la Une en parallèle avec le journal télévisé.
À la suite du départ de Franck Istasse, nommé chef éditorial de La Première, Laurent Mathieu devient le nouveau présentateur de Question à la Une le 31 octobre 2018. Fin 2019, l'émission est déprogrammée et sera remplacée en mars 2020 par la nouvelle émission Investigation pour laquelle Laurent Mathieu a un rôle dans la cellule rédactionnelle. En mars 2020, il devient le nouveau visage de la version YouTube d'Investigation en présentant des enquêtes dans un format adapté à la plateforme et ce, jusqu'en juillet 2021.
En 2020, en compagnie de François de Brigode, il part en tournée pour leur spectacle intitulé Il n'y a pas de honte à préférer le bonheur en tant que musicien et interprète.
En septembre 2021, Laurent Mathieu lance sa chaîne YouTube consacrée à la musique.
En août 2021, il participe à l'émission "Mon plus beau village" diffusée sur La Une, en représentant la ville de Ragnies dans le cadre de la compétition,.
En parallèle, il est aussi professeur invité à l'École de Journalisme de l'UCLouvain,.
Les dimanches 10 et 24 avril 2022, il présente en direct depuis Paris une édition spéciale du journal télévisé consacrée à l'élection présidentielle en France,.
En novembre 2022, Laurent Mathieu arrive sur Tipik en présentant deux numéros de "2030 avec Laurent Mathieu", un format inspiré par "Les Reportages de Martin Weill" sur TMC, en se questionnant sur les thématiques de société de la Belgique, comme les rapports homme-femme et le logement,,. Le documentaire est renouvelé l'année suivante avec une thématique portant sur la fin du CDI et de la vie privée,. En novembre et décembre 2024, le magazine revient avec 2 nouveaux numéros sur la jeunesse éternelle et le retour de la guerre,.
Depuis septembre 2023, il propose une série de podcast hebdomadaire consacrée à l'entrepreneuriat belge intitulé "Made in Belgium" sur RTBF Auvio et en radio sur La Première,.
En novembre 2024, il devient le nouveau visage du JT de 19h30 en semaine à la suite du départ de François de Brigode.